# Port lotniczy Al-Baha
Port lotniczy Al-Baha (ICAO: ABT, ICAO: OEBA) – port lotniczy położony w Al-Baha, w prowincji Al-Baha, w Arabii Saudyjskiej.

## Linie lotnicze i połączenia
| Linia Lotnicza | Kierunek                     |
| -------------- | ---------------------------- |
| flyadeal       | 1. Dammam                    |
| Flynas         | 1. Dammam 2. Rijad           |
| Saudia         | 1. Dammam 2. Dżudda 3. Rijad |